# 24 أكتوبر
- السبت
- الأحد
- الاثنين
- الثلاثاء
- الأربعاء
- الخميس
- الجمعة

- 275 ربيع الآخر 1447  هـ
- 286 ربيع الآخر 1447  هـ
- 297 ربيع الآخر 1447  هـ
- 308 ربيع الآخر 1447  هـ
- 19 ربيع الآخر 1447  هـ
- 210 ربيع الآخر 1447  هـ
- 311 ربيع الآخر 1447  هـ
- 412 ربيع الآخر 1447  هـ
- 513 ربيع الآخر 1447  هـ
- 614 ربيع الآخر 1447  هـ
- 715 ربيع الآخر 1447  هـ
- 816 ربيع الآخر 1447  هـ
- 917 ربيع الآخر 1447  هـ
- 1018 ربيع الآخر 1447  هـ
- 1119 ربيع الآخر 1447  هـ
- 1220 ربيع الآخر 1447  هـ
- 1321 ربيع الآخر 1447  هـ
- 1422 ربيع الآخر 1447  هـ
- 1523 ربيع الآخر 1447  هـ
- 1624 ربيع الآخر 1447  هـ
- 1725 ربيع الآخر 1447  هـ
- 1826 ربيع الآخر 1447  هـ
- 1927 ربيع الآخر 1447  هـ
- 2028 ربيع الآخر 1447  هـ
- 2129 ربيع الآخر 1447  هـ
- 2230 ربيع الآخر 1447  هـ
- 231 جمادى الأولى 1447  هـ
- 242 جمادى الأولى 1447  هـ
- 253 جمادى الأولى 1447  هـ
- 264 جمادى الأولى 1447  هـ
- 275 جمادى الأولى 1447  هـ
- 286 جمادى الأولى 1447  هـ
- 297 جمادى الأولى 1447  هـ
- 308 جمادى الأولى 1447  هـ
- 319 جمادى الأولى 1447  هـ

24 أكتوبر أو 24 تشرين الأوَّل أو يوم 24 \ 10 (اليوم الرابع والعشرين من الشهر العاشر) هو اليوم السابع والتسعين بعد المئتين (297) من السنة، أو الثامن والتسعين بعد المئتين (298) في السنوات الكبيسة، وفقًا للتقويم الميلادي الغربي (الغريغوري). يبقى بعده 68 يومًا على انتهاء السنة.

## أحداث
- 680 - وقوع معركة كربلاء بين الإمام الحسين بن علي بن أبي طالب وأهل بيته وأصحابه وجيش الخليفة يزيد بن معاوية.
- 1147 - الصليبيون يحتلون مدينة لشبونة.
- 1260 - مقتل القائد المملوكي السلطان سيف الدين قطز، وتولي الظاهر بيبرس الحكم بعده.
- 1648 - الدول الأوروبية تعترف باستقلال هولندا.
- 1795 - اقتسام بولندا ما بين الإمبراطورية الروسية والنمسا وبروسيا.
- 1917 - قيام ثورة أكتوبر في روسيا والتي أدت إلى إعتلاء البلاشفة سدة الحكم.
- 1929 - انهيار مؤشر وول ستريت، واعتبر ذلك كأول خطوة للأزمة الاقتصادية العالمية في ثلاثينات القرن العشرين.
- 1934 - مهاتما غاندي ينسحب من المؤتمر الوطني الهندي.
- 1940 - زعيم الدولة الفرنسية المارشال فيليب بيتان يلتقي مع الزعيم النازي أدولف هتلر.
- 1945 - انضمام أكثر من 26 دولة إلى الأمم المتحدة منها السعودية ومصر والولايات المتحدة والصين وسوريا ولبنان.
- 1954 - إعلان حالة الطوارئ في باكستان.
- 1956 - توقيع بروتوكول سيفرز بين إنجلترا وفرنسا وإسرائيل والذي رسم دور كل دولة خلال العدوان الثلاثي على مصر.
- 1960 - كارثة نديلين: وفاة عشرات الأشخاص في ميناء بايكونور الفضائي في الاتحاد السوفيتي بعد انفجار صاروخ على منصة الإطلاق.
- 1964 - المملكة المتحدة تمنح الاستقلال لزامبيا.
- 1970 - الكونغرس في تشيلي يختار سلفادور أليندي ذو الاتجاه ماركسي لرئاسة البلاد.
- 1980 - رئيس إسرائيل إسحاق نافون يزور مصر عقب معاهدة السلام المصرية الإسرائيلية وزيارة الرئيس المصري محمد أنور السادات للقدس.
- 1987 - انفجار في مكاتب شركة طيران بان أمريكان في الكويت، ولم يؤدي الحادث إلى وقوع خسائر بشرية.
- 2003 - آخر رحلة لطائرة كونكورد الطائرة الوحيدة فوق الصوتية من نيويورك نحو فرنسا.
- 2012 - السودان يتهم إسرائيل بقصف مصنع للأسلحة في العاصمة الخرطوم باستخدام أربع طائرات عسكرية، وهو ما تسبب في مقتل مواطنيْن وإصابة ثالث بجروح خطيرة.
- 2013 - الإعلان عن اكتشاف مجرة زد 8 جي أن دي 5296، وهي أبعد مجرة معروفة حتى الآن؛ حيث تبعد 13,1 مليار سنة ضوئية عن الأرض.
- 2021 - انقلاب عسكري في السودان واعتقال عدد من الوزراء على رأسهم رئيس الوزراء عبد الله حمدوك.
- 2022 - فوز ريشي سوناك في انتخاب قيادة حزب المحافظين في المملكة المتحدة دون منافس، ليصبح أول بريطاني من أصول آسيوية يتولى منصب رئيس الوزراء.

## مواليد
- 51 - الإمبراطور دوميتيان، إمبراطور الإمبراطورية الرومانية.
- 1632 - أنطوني فان ليفينهوك، باحث هولندي.
- 1804 - فلهيلم إدوارد فيبر، عالم فيزياء ألماني.
- 1885 - علي الغاياتي، شاعر وصحفي ومناضل مصري.
- 1908 - محمد توفيق، ممثل مصري.
- 1924 - عبد المنعم إبراهيم، ممثل مصري.
- 1925 - بيريو، موسيقي إيطالي.
- 1928 - محمد بهشتي، عالم شيعي وسياسي إيراني.
- 1932 -
  - بيير دي جين، عالم فيزياء فرنسي حاصل على جائزة نوبل في الفيزياء عام 1991.
  - روبرت ماندل، اقتصادي كندي حاصل على جائزة نوبل في العلوم الاقتصادية عام 1999.
  - ستيفن كوفي، كاتب أمريكي.
- 1939 - ف. موراي أبراهام، ممثل أمريكي.
- 1947 - كيفين كلاين، ممثل أمريكي.
- 1957 - صفاء السبع، ممثلة مصرية.
- 1965 - يوسف بوهلول، ممثل بحريني.
- 1967 - هدى الدغفق، شاعرة وصحفية سعودية.
- 1969 - أديلا نورييغا، ممثلة مكسيكية.
- 1973 عبد الحليم علي، لاعب كرة قدم مصري.
- 1974 - جون برغماير، ممثل أداء صوتي أمريكي.
- 1975 - خوان بابلو أنخل، لاعب كرة قدم كولومبي.
- 1976 - حسناء سيف الدين، ممثلة مصرية.
- 1977 - إيفان كافيدس، لاعب كرة قدم إكوادوري.
- 1978 -
  - كارلوس إدواردز، لاعب كرة قدم ترينيدادي.
  - نبيل عيسى، ممثل مصري.
- 1980 - ماثيو أمواه، لاعب كرة قدم غاني.
- 1981 - ماليكا شيرويت، ممثلة هندية.
- 1985 - واين روني، لاعب كرة قدم إنجليزي.
- 1986 - جون رودي، لاعب كرة قدم إنجليزي.
- 1988 - طارق حامد، لاعب كرة قدم مصري.
- 1987 - أنتوني فاندين بوري، لاعب كرة قدم بلجيكي.
- 1990 - محمد جحفلي، لاعب كرة قدم سعودي.

## وفيات
- 996 - أوغو كابيه، ملك فرنسا.
- 1260 - سيف الدين قطز، سلطان مملوكي.
- 1537 - الملكة جين سيمور، ملكة إنجلترا، زوجة هنري الثامن ملك إنجلترا.
- 1601 - تيخو براهي، عالم دنماركي في علم الفلك.
- 1725 - ألساندرو سكارلاتي، موسيقي إيطالي.
- 1898 - بيير سيسيل بوفيس دي شافان، رسام فرنسي.
- 1955 - محمد سليم الجندي، لغوي ومدرّس وشاعر سوري.
- 1978 - نجيب سرور، شاعر مصري.
- 1997 - دون ميسيك، ممثل صوتي أمريكي.
- 2005 - زين العابدين مؤتمن، مدرس وشاعر ومؤلف إيراني.
- 2007 - عازار حبيب، مغني لبناني.

## أعياد ومناسبات
- يوم الأمم المتحدة.
- اليوم العالمي للمعلومات حول التنمية.
- عيد الاستقلال في زامبيا.

## وصلات خارجية
- BBC: حدث في مثل هذا اليوم.
- النيويورك تايمز: حدث في مثل هذا اليوم.